# Wir leben nicht mehr hier
Wir leben nicht mehr hier (Originaltitel: We Don’t Live Here Anymore) ist ein US-amerikanisch-kanadisches Filmdrama aus dem Jahr 2004. Regie führte John Curran, das Drehbuch schrieb Larry Gross anhand der Kurzgeschichten We Don’t Live Here Anymore und Adultery von Andre Dubus.

## Handlung
Die in Neuengland lebenden, verheirateten Hochschullehrer Jack Linden und Hank Evans sind befreundet. Evans träumt von einer Karriere als Schriftsteller. Die beiden Ehepaare verbringen viel Zeit miteinander. Edith Evans fühlt sich vernachlässigt und beginnt eine Affäre mit Jack. Dieser wiederum wird von Terry mit Hank betrogen.

## Kritiken
Claudia Puig schrieb in der USA Today vom 12. August 2004, der Film sei eine „Offenbarung“. Er gehöre zu den wenigen US-amerikanischen Filmen, die sich nicht davor fürchteten, emotionale Grausamkeiten zu erforschen. Puig lobte die „starken Leistungen“ der vier Hauptdarsteller, vor allem jene von Laura Dern.

## Auszeichnungen
Larry Gross erhielt im Jahr 2004 den Waldo Salt Screenwriting Award des Sundance Film Festivals; John Curran war für den Großen Jurypreis nominiert. Curran war im selben Jahr außerdem für einen Preis beim Deauville Film Festivals nominiert. Laura Dern erhielt den Boston Society of Film Critics Award in der Kategorie Beste Nebendarstellerin. Maryse Alberti erhielt 2005 eine Nominierung für den Independent Spirit Award.

## Hintergrund
Der Film wurde in Vancouver gedreht. Die Produktionskosten wurden auf 3 Millionen US-Dollar geschätzt. Die Weltpremiere fand am 20. Januar 2004 auf dem Sundance Film Festival statt, es folgten zahlreiche Vorführungen auf weiteren Filmfestivals. Ab dem 13. August 2004 lief der Film in ausgewählten US-Kinos, wo er rund 2,04 Millionen US-Dollar einspielte.